# Janeiro de Baixo
Janeiro de Baixo es una freguesia portuguesa del concelho de Pampilhosa da Serra, con 40,54 km² de superficie y 533 habitantes (2021). Su densidad de población es de 13,1 hab/km².